# Canton de Trets
Le canton de Trets est une circonscription électorale française située dans le département des Bouches-du-Rhône, dans l'arrondissement d'Aix-en-Provence.
À la suite du redécoupage cantonal de 2014, les limites territoriales du canton sont remaniées. Le nombre de communes du canton passe de 8 à 18.

## Histoire
Le canton de Trets a été créé en 1801.
Un nouveau découpage territorial des Bouches-du-Rhône entre en vigueur à l'occasion des élections départementales de mars 2015, défini par le décret du 27 février 2014, en application des lois du 17 mai 2013 (loi organique 2013-402 et loi 2013-403). Les conseillers départementaux sont, à compter de ces élections, élus au scrutin majoritaire binominal mixte. Les électeurs de chaque canton élisent au Conseil départemental, nouvelle appellation du Conseil général, deux membres de sexe différent, qui se présentent en binôme de candidats. Les conseillers départementaux sont élus pour 6 ans au scrutin binominal majoritaire à deux tours, l'accès au second tour nécessitant 12,5 % des inscrits au 1er tour. En outre la totalité des conseillers départementaux est renouvelée. Ce nouveau mode de scrutin nécessite un redécoupage des cantons dont le nombre est divisé par deux avec arrondi à l'unité impaire supérieure si ce nombre n'est pas entier impair, assorti de conditions de seuils minimaux. Dans les Bouches-du-Rhône, le nombre de cantons passe ainsi de 57 à 29. Le nombre de communes du canton de Trets passe de 7 à 18.
Le nouveau canton de Trets est formé de communes des anciens cantons de Trets (8 communes), de Peyrolles-en-Provence (5 communes), d'Aix-en-Provence-Sud-Ouest (1 commune) et d'Aix-en-Provence-Nord-Est (4 communes). Le canton est entièrement inclus dans l'arrondissement d'Aix-en-Provence. Le bureau centralisateur est situé à Trets.

## Représentation

### Conseillers généraux de 1833 à 2015
| Période        | Période          | Identité                                  | Étiquette             | Qualité |
| -------------- | ---------------- | ----------------------------------------- | --------------------- | --- |
| 1833           | 1839             | Adolphe Louis Daniel Jauffret (1793-1854) |                       | Propriétaire, avocat, ancien secrétaire de la Faculté de droit d'Aix                                                    |
| 1839           | 1858             | Alphonse Poilroux                         |                       | Procureur du Roi Propriétaire à Aix-en-Provence                                                                         |
| 1858           | 1864 (décès)     | Marquis Ernest de Montaigu                |                       | Propriétaire à Aix-en-Provence                                                                                          |
| 1865           | 1877             | Paul Borde                                | Républicain           | Ingénieur civil et architecte Propriétaire à Rousset                                                                    |
| 1877           | 1882 (démission) | Joseph François Caire                     | Républicain           | Médecin, propriétaire agriculteur viticulteur Président de la Société départementale d'agriculture des Bouches-du-Rhône |
| 1882           | 1919             | Félix Baret                               | Rad.                  | Avocat au barreau d'Aix-en-Provence Maire de Marseille (1887-1892) Président du Conseil Général                         |
| 1919           | 1928             | Auguste Baret (fils du précédent)         | Rad.                  | Avocat au barreau d'Aix-en-Provence                                                                                     |
| 1928           | 1940             | Marius Joly (1880-1955)                   | SFIO                  | Mineur Maire de Trets (1929-1940 et 1944-1945)                                                                          |
|                |                  |                                           |                       | |
| 1943           | 1945             | Henri Froidfond                           |                       | Professeur à la Faculté de droit d'Aix Conseiller municipal de Puyloubier Nommé conseiller départemental en 1943        |
|                |                  |                                           |                       | |
| 1945           | 1955 (décès)     | Marius Joly                               | SFIO                  | Avocat, ancien mineur Maire de Trets                                                                                    |
| 1955           | 1967             | Désiré Henry                              | DVD                   | Viticulteur à Trets |
| 1967           | 2002 (démission) | André Samat                               | SFIO puis PS puis DVG | Gérant de société Maire de Peynier (1965-2001)                                                                          |
| 6 octobre 2002 | 2004             | Jean Bonfillon                            | app.UDF               | Comptable Maire de Fuveau (2001-2013)                                                                                   |
| 2004           | 2015             | Roger Tassy                               | PS                    | Retraité des Houillères de Provence Maire de Trets (1997-2008) Conseiller municipal de Trets (2008-2020)                |

### Conseillers d'arrondissement (de 1833 à 1940)
| Période                                  | Période | Identité                                  | Étiquette             | Qualité |
| ---------------------------------------- | ------- | ----------------------------------------- | --------------------- | --- |
| 1833                                     | 1839    | Jean Baptiste Joseph Amalbert (1787-1859) |                       | Cultivateur puis concessionnaire de mines, adjoint puis maire de Trets                                      |
| 1839                                     | 1845    | Joseph Bienvenu Négrel                    |                       | Notaire à Rousset                                                                                           |
| 1845                                     | 1848    | Jean Baptiste Joseph Amalbert             |                       | Concessionnaire de mines, maire de Trets                                                                    |
|                                          |         |                                           |                       | |
| 1852                                     |         | Jean Joseph Audric                        |                       | Maire de Trets                                                                                              |
|                                          |         |                                           |                       | |
|                                          | 1871    | Jean Depouzier                            |                       | Propriétaire, maire de Fuveau                                                                               |
| 1871                                     |         | Étienne Boyer                             |                       | Maire de Trets                                                                                              |
|                                          |         |                                           |                       | |
| 1880                                     |         | Marius Barthélemy                         | Républicain           | Conseiller municipal de Fuveau                                                                              |
| vers 1881                                | 1895    | Jean Car                                  | Radical socialiste    | Cultivateur-propriétaire, maire de Peynier, Président du Conseil d'arrondissement                           |
| 1895                                     | 1913    | Alfred Villemus (1847-1928)               | Républicain puis Rad. | Médecin, maire de Trets, ancien maire de Vinon (Var), suppléant du juge de paix                             |
| 1913                                     | 1937    | Barthélemy Aubert                         | Rad.                  | Maire de Trets                                                                                              |
| 1937                                     | 1940    | Henri Lombard                             | SFIO                  | Cultivateur, conseiller municipal de Peynier                                                                |
| 1940                                     |         |                                           |                       | Les conseils d'arrondissement ont été suspendus par la loi du 12 octobre 1940 et n'ont jamais été réactivés |
| Les données manquantes sont à compléter. |         |                                           |                       | |

### Conseillers départementaux après 2015
| Période élective | Période élective | Mandat | Mandat   | Identité                     | Nuance | Nuance | Qualité                                                                                  |
| ---------------- | ---------------- | ------ | -------- | ---------------------------- | ------ | ------ | ---------------------------------------------------------------------------------------- |
| 2015             | 2021             | 2015   | 2021     | Jean-Claude Féraud           |        | LR     | Radiologue Maire de Trets (2008-2020) 3ème Vice-Président du Conseil départemental       |
| 2015             | 2021             | 2015   | 2021     | Patricia Saez                |        | LR     | Première adjointe au Maire de Venelles jusqu'en 2020 Conseillère départementale déléguée |
| 2021             | 2028             | 2021   | en cours | Béatrice Bonfillon-Chiavassa |        | DVC    | Cadre, maire de Fuveau                                                                   |
| 2021             | 2028             | 2021   | en cours | Arnaud Mercier               |        | LR     | Cadre de la fonction publique, maire de Venelles                                         |

### Résultats détaillés

#### Élections de mars 2015
À l'issue du 1er tour des élections départementales de 2015, deux binômes sont en ballottage : Jean-Claude Féraud et Patricia Saez (Union de la Droite, 35,03 %) et Emilie Grech et Jean Alexandre Mousset (FN, 30,36 %). Le taux de participation est de 51,27 % (28 271 votants sur 55 139 inscrits) contre 48,55 % au niveau départemental et 50,17 % au niveau national.
Au second tour, Jean-Claude Féraud et Patricia Saez (Union de la Droite) sont élus avec 63,30 % des suffrages exprimés et un taux de participation de 51,71 % (16 052 voix pour 28 512 votants et 55 133 inscrits).

#### Élections de juin 2021
Le premier tour des élections départementales de 2021 est marqué par un très faible taux de participation (33,26 % au niveau national). Dans le canton de Trets, ce taux de participation est de 35,97 % (20 871 votants sur 58 019 inscrits) contre 32,44 % au niveau départemental. À l'issue de ce premier tour, deux binômes sont en ballottage : Béatrice Bonfillon Chiavassa et Arnaud Mercier (Union au centre et à droite, 39,12 %) et Emmy Font et Jean-Pierre Renard (RN, 27,94 %).
Le second tour des élections est marqué une nouvelle fois par une abstention massive équivalente au premier tour. Les taux de participation sont de 34,3 % au niveau national, 35,52 % dans le département et 37,8 % dans le canton de Trets. Béatrice Bonfillon Chiavassa et Arnaud Mercier (Union au centre et à droite) sont élus avec 69,12 % des suffrages exprimés (14 193 voix pour 21 937 votants et 58 028 inscrits),,. 

## Composition

### Composition avant 2015

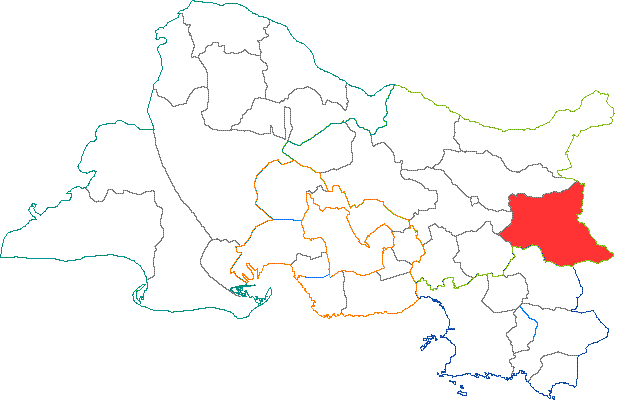
Situation du canton de Trets dans le département des Bouches-du-Rhône avant 2015.

| Nom                     | Code Insee | Codepostal | Superficie (km2) | Population (dernière pop. légale) | Densité (hab./km2) |
| ----------------------- | ---------- | ---------- | ---------------- | --------------------------------- | ------------------ |
| Trets (chef-lieu)       | 13110      | 13530      | 70,31            | 10 288 (2010)                     | 146                |
| Beaurecueil             | 13012      | 13100      | 9,86             | 551 (2012)                        | 56                 |
| Châteauneuf-le-Rouge    | 13025      | 13790      | 13,15            | 2 130 (2012)                      | 162                |
| Fuveau                  | 13040      | 13710      | 30,02            | 9 369 (2012)                      | 312                |
| Peynier                 | 13072      | 13790      | 24,76            | 2 974 (2012)                      | 120                |
| Puyloubier              | 13079      | 13114      | 40,85            | 1 860 (2012)                      | 46                 |
| Rousset                 | 13087      | 13790      | 19,50            | 4 561 (2012)                      | 234                |
| Saint-Antonin-sur-Bayon | 13090      | 13100      | 17,57            | 130 (2012)                        | 7,4                |

### Composition à partir de 2015
Le nouveau canton de Trets comprend dix-huit communes entières.
| Nom                           | Code Insee | Intercommunalité                   | Superficie (km2) | Population (dernière pop. légale) | Densité (hab./km2) | Modifier                                    |
| ----------------------------- | ---------- | ---------------------------------- | ---------------- | --------------------------------- | ------------------ | ------------------------------------------- |
| Trets (bureau centralisateur) | 13110      | Métropole d'Aix-Marseille-Provence | 70,31            | 10 933 (2022)                     | 155                | modifier les données · modifier les données |
| Beaurecueil                   | 13012      | Métropole d'Aix-Marseille-Provence | 9,86             | 595 (2022)                        | 60                 | modifier les données · modifier les données |
| Châteauneuf-le-Rouge          | 13025      | Métropole d'Aix-Marseille-Provence | 13,15            | 2 331 (2022)                      | 177                | modifier les données · modifier les données |
| Fuveau                        | 13040      | Métropole d'Aix-Marseille-Provence | 30,02            | 10 235 (2022)                     | 341                | modifier les données · modifier les données |
| Jouques                       | 13048      | Métropole d'Aix-Marseille-Provence | 80,35            | 4 478 (2022)                      | 56                 | modifier les données · modifier les données |
| Meyrargues                    | 13059      | Métropole d'Aix-Marseille-Provence | 41,67            | 3 818 (2022)                      | 92                 | modifier les données · modifier les données |
| Meyreuil                      | 13060      | Métropole d'Aix-Marseille-Provence | 20,13            | 6 341 (2022)                      | 315                | modifier les données · modifier les données |
| Peynier                       | 13072      | Métropole d'Aix-Marseille-Provence | 24,76            | 3 692 (2022)                      | 149                | modifier les données · modifier les données |
| Peyrolles-en-Provence         | 13074      | Métropole d'Aix-Marseille-Provence | 34,90            | 5 316 (2022)                      | 152                | modifier les données · modifier les données |
| Le Puy-Sainte-Réparade        | 13080      | Métropole d'Aix-Marseille-Provence | 46,29            | 5 794 (2022)                      | 125                | modifier les données · modifier les données |
| Puyloubier                    | 13079      | Métropole d'Aix-Marseille-Provence | 40,85            | 1 780 (2022)                      | 44                 | modifier les données · modifier les données |
| Rousset                       | 13087      | Métropole d'Aix-Marseille-Provence | 19,50            | 5 357 (2022)                      | 275                | modifier les données · modifier les données |
| Saint-Antonin-sur-Bayon       | 13090      | Métropole d'Aix-Marseille-Provence | 17,57            | 125 (2022)                        | 7,1                | modifier les données · modifier les données |
| Saint-Marc-Jaumegarde         | 13095      | Métropole d'Aix-Marseille-Provence | 22,56            | 1 270 (2022)                      | 56                 | modifier les données · modifier les données |
| Saint-Paul-lès-Durance        | 13099      | Métropole d'Aix-Marseille-Provence | 45,81            | 886 (2022)                        | 19                 | modifier les données · modifier les données |
| Le Tholonet                   | 13109      | Métropole d'Aix-Marseille-Provence | 10,82            | 2 370 (2022)                      | 219                | modifier les données · modifier les données |
| Vauvenargues                  | 13111      | Métropole d'Aix-Marseille-Provence | 54,31            | 1 058 (2022)                      | 19                 | modifier les données · modifier les données |
| Venelles                      | 13113      | Métropole d'Aix-Marseille-Provence | 20,54            | 8 420 (2022)                      | 410                | modifier les données · modifier les données |
| Canton de Trets               | 1328       |                                    | 603,40           | 74 799 (2022)                     | 124                | modifier les données                        |

## Démographie

### Démographie avant 2015
| 1962  | 1968  | 1975   | 1982   | 1990   | 1999   | 2006   | 2011   | 2012   |
| ----- | ----- | ------ | ------ | ------ | ------ | ------ | ------ | ------ |
| 8 146 | 9 459 | 11 295 | 15 383 | 23 004 | 27 294 | 30 193 | 31 663 | 31 958 |

### Démographie depuis 2015
En 2022, le canton comptait 74 799 habitants, en évolution de +4 % par rapport à 2016 (Bouches-du-Rhône : +2,48 %, France hors Mayotte : +2,11 %).
| 2013   | 2018   | 2022   |
| ------ | ------ | ------ |
| 70 115 | 72 577 | 74 799 |